# Super Mario Bros.
Super Mario Bros. (volledige naam: Super Mario Brothers) is een side-scrolling platformspel dat ontwikkeld werd door het Japanse bedrijf Nintendo voor de Nintendo Entertainment System (NES). Het spel werd gelanceerd in 1985. De speler had de opdracht het personage Mario – dat al bekend was van voorloper Mario Bros. – langs verschillende hindernissen en tegenstanders te leiden, om aan het einde punten te verzamelen en prinses Peach te redden. Om dat te bereiken, moesten in totaal 32 levels met goed gevolg worden voltooid.
In Japan, waar de NES-console al twee jaar als Family Computer werd verkocht, verscheen Super Mario Bros op 13 september 1985 en in Europa op 15 mei 1987. Ontwerpers Shigeru Miyamoto en Takashi Tezuka werkten samen ongeveer drie jaar aan het spel. Het spelprincipe uit Mario Bros., een arcadespel, werd door nieuwe elementen uitgebreid. Super Mario Bros. hoort met meer dan 58 miljoen verkochte exemplaren, waarvan 6,8 miljoen in Japan, bij de meestverkochte games aller tijden. Bij de lancering behoorde het tot het meest uitgebreide spel van zijn tijd, vanwege het aantal en de duur van de levels.
Het spel werd een mijlpaal in de computerspelgeschiedenis. Uit Super Mario Bros. kwam een lange multimedia-franchise uit voort, waaronder een duurzame spellenreeks. De verschijning van het spel beëindigde de economische stagnatie na de videospelcrash in 1983, waarbij de Amerikaanse computerspelindustrie in elkaar stortte en veel bedrijven hun deuren moesten sluiten.

## Ontwikkeling

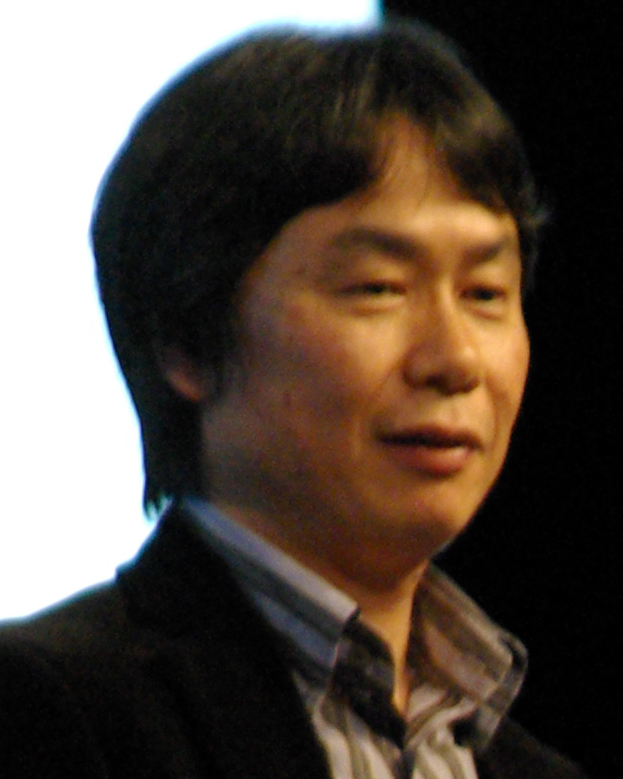
Shigeru Miyamoto

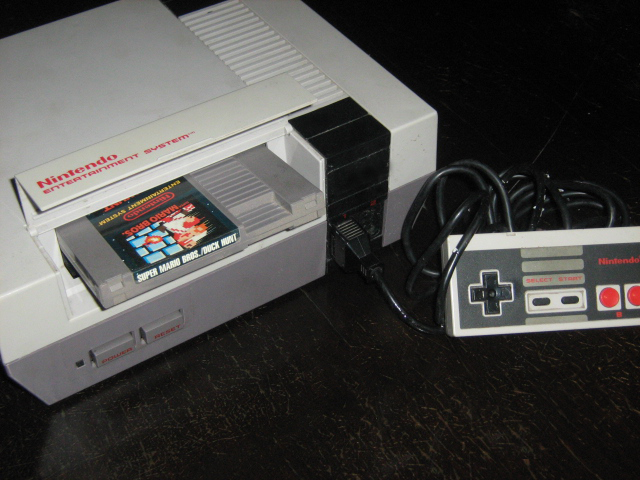
De Nintendo Entertainment System met het Super Mario Bros.-spel en de NES-controller

In 1983 publiceerde Nintendo de Famicom in Japan, waarna daarvoor spellen verschenen. Toen de console ook in Amerika verscheen wilde de toenmalige president van Nintendo, Hiroshi Yamauchi, een nieuw spel ontwikkelen om de console bekender te maken. Voor deze opdracht koos hij Shigeru Miyamoto, die al voor de succesvolle spellen Donkey Kong of Donkey Kong jr. verantwoordelijk was, als leider van de nieuw opgerichte ontwikkelingsafdeling Research & Development 4.
Zes personen werkten mee aan de ontwikkeling van het spel: Shigeru Miyamoto, Takashi Tezuka, componist Koji Kondo en de drie programmeurs Kazuaki Morita, Toshihiko Nakago en Yasunari Nishida, die nu nog voor Nintendo werken en ook aan andere Mario-spellen meewerkten.
Miyamoto liet zich bij de ontwikkeling van het spel door allerlei verhalen inspireren. Warpzones – verborgen pijpen, waardoor de speler hele levels kan overslaan – zijn van Star Trek geleend. Vaak wordt beweerd, onder meer door Chris Kohler, dat het idee van de paddenstoelen, die het spelfiguur groter en sterker maken, van de roman Alice in Wonderland afkomt, echter is dat niet het geval. Miyamoto verklaart de vergissing door in een interview over Alice in Wonderland te zeggen dat zijn uitspraken verkeerd werden geïnterpreteerd. Feitelijk bedacht hij de paddenstoelen, omdat "er […] altijd een relatie [is] geweest tussen paddenstoelen en magische werelden."
De ontwikkeling begon met een zwarte rechthoek als plaatshouder. Op dit moment was nog onbekend hoe het spelfiguur eruit moest zien of moest heten. Tezuka vernam dat het spel Mario Bros. goed werd verkocht en stelde daarom voor de hoofdfiguur Mario in het huidige project over te nemen. Het oorspronkelijke idee was een dynamisch spel met een reusachtig figuur dat over land, zee en door de lucht bestuurd kon worden.
Kort daarna werd er een achtergrond met een blauwe hemel en witte wolken ontworpen. Toentertijd was de achtergrond van videogames meestal zwart, waartoe Miyamoto nog verklaarde dat "het minder belastend was voor de ogen van de speler." Nadat Tezuka en Miyamoto de levels op grafiekpapier hadden getekend, moest ieder levelelement handmatig worden geprogrammeerd. Na iedere werkdag werden alle gegevens door het team op een spelcartridge gezet en getest. Achteraf werden de levels steeds weer gewijzigd om het level voor de beginnende speler gemakkelijker te maken. Dit gebeurde viermaal bij het eerste level, dat pas op het laatst werd voltooid.

Tijdens de ontwikkeling werd men wegens de beperkte geheugencapaciteit meerdere malen gedwongen verschillende levels weg te laten, die later wel als bonus in een ander level werden ingebouwd. Daarnaast trad nog een technisch probleem op in de ontwikkeling van het spel: er waren slechts 256 componenten van elk 8 × 8 pixels ter beschikking voor de animaties van figuren dan wel items, zogenaamde sprites. Daarom werden sommige sprites meermaals gebruikt en enkel anders ingekleurd. Bijgevolg zijn de sprites van Mario en Luigi, afgezien van de kleur, allemaal identiek. Haast op het laatst werd de vaak optredende tegenstander Goomba ontwikkeld. Omdat er bijna geen bytes meer beschikbaar waren, werd Goomba gemaakt van een enkele sprite die naar links en rechts draait, zodat hij lijkt te bewegen. Bovendien werden er ook componenten bespaard bij de animatie van Mario (zie kopje Techniek).
Super Mario Bros. verscheen in Japan op 13 september 1985, in Amerika in maart 1986 en in Australië in 1987. Op 15 mei van dat jaar werd het computerspel ook in Europa uitgegeven. Het werd samen met de Famicom/NES verkocht. Deze bundel moest ervoor zorgen dat de game en de console beter werden verkocht. De console werd ten slotte duizenden keren enkel wegens de game gekocht.
Direct nadat de productie van Super Mario Bros. voltooid was, werd de ontwikkeling van het spel The Legend of Zelda voortgezet, dat ook oprichter van de gelijknamige serie is.

## Spelbeschrijving
Het Mushroom Kingdom wordt door de reuzenschildpad King Koopa gekaapt en alle bewoners veranderen in blokken en tegenstanders. Princess Peach, de dochter van Mushroom King, is de enige die de betovering ongedaan kan maken, maar zij wordt door King Koopa ontvoerd. De Italiaanse loodgieter Mario moet haar gaan redden, zodat zij de betovering ongedaan kan maken en het Mushroom Kingdom weer vreedzaam kan leven.
De figuren worden door de speler met de gamepad bestuurd en kunnen rennen, springen, vuurballen schieten, zwemmen en bukken.
De gebruikersomgeving van het spel bestaat uit het hoofdmenu, waarin single- of multiplayer kan worden gekozen. Als de speler geen optie heeft gekozen, begint er na enkele seconden een demo. Aansluitend volgt een zwart scherm, waarop in het midden de naam van het level en het aantal resterende levens in kleine witte letters staat, waarna het level zelf in beeld komt. Onderaan het scherm bevindt zich de bodem, waarop het spelfiguur loopt. Aan de bovenkant van het scherm worden aantal punten, verzamelde munten, naam van het level en resterende tijd weergegeven.
Het doel van het spel is aan alle hindernissen en antagonisten voorbijgaan en na acht werelden in het laatste level terechtkomen, om het daar tegen King Koopa op te nemen. Als deze wordt verslagen, is Princess Peach gered en kan de speler het spel opnieuw spelen, deze keer op een moeilijker niveau. De volgorde waarin 32 levels moeten worden voltooid staat vast en kan alleen door de verborgen warpzones worden verkort.

### Spelprincipe
Super Mario Bros. is een tweedimensionaal platformspel, waarin de speler de protagonist van de zijkant ziet. De spelfiguur moet van links naar rechts tot het einde worden gemanoeuvreerd en daarbij veel hindernissen ontwijken. Daarvoor wordt de zogenoemde scrolltechniek gebruikt, die bij het spel Defender uit 1980 voor het eerst werd toegepast.
Tot de hindernissen behoren platformen, afgronden, blokken, pijpen en antagonisten. Het spelfiguur kan over de platformen heen springen, hoewel hij ook erop kan staan. Het is de bedoeling dat het spelfiguur over de afgronden in de bodem springt, zodat ze niet erin valt. De blokken, die door Super Mario kunnen worden verwoest, zweven in de lucht en verbergen items (zie kopje Items en tegenstanders). Soms komen er groene pijpen naar boven die hoofdzakelijk als platform dienen. Uit sommige pijpen komen Piranha Plants, andere zijn voor het spelfiguur begaanbaar en leiden naar een ander deel van het level.
Als Mario door een antagonist is aangeraakt, verliest hij een van zijn drie levens. Super of Fire Mario kan door een antagonist worden aangeraakt zonder een leven te verliezen; hij wordt dan weer de normale Mario.

### Levels
Het spel begint met World 1-1 en bestaat uit acht werelden van ieder vier levels. De moeilijkheidsgraad stijgt bij ieder level. In het spel zijn er zes verschillende thema's, die zich onderscheiden in optiek en het spel zelf: bovenwereld, ondergronds, onderwater, nacht (waarin de achtergrond en elementen zijn verduisterd) en winter (waarin sommige elementen grijsachtig zijn ingekleurd). Het vierde en laatste level van iedere wereld heeft een kasteelthema en bestaat hoofdzakelijk uit lava, dat protagonisten doodt als ze het aanraken. Drie levels in het spel (de kasteel-levels in wereld 4, 7 en 8) kennen een zogenaamde walktrough. Hierin moet een bepaalde route worden gelopen om verderop in het level te raken. Indien de route afwijkt, zal het level constant herhalen. Op de SNES is een geluidje hoorbaar zodra de speler de route op de juiste plek loopt.
Aan het einde van ieder kasteel vecht de protagonist tegen een kloon van King Koopa, pas in het laatste kasteel is het de echte. De eindbazen van iedere wereld zijn te verslaan door ze vaak genoeg met vuurballen te raken of door op een bijl achter de eindbaas te springen, zodat de brug instort. Daarbij wordt een "lachwekkende" animatie getoond, waarin de brug instort, King Koopa in de lucht zweeft en opeens merkt dat hij neer zou moeten storten. Dan verandert zijn gezichtsuitdrukking, waarop hij met zijn voeten gaat spartelen en uiteindelijk in de lava valt.
Verder bestaan er nog bonuslevels, die vooral in de bovenwereld voorkomen. De speler wordt door een pijp naar een ondergronds level geleid, waarin munten kunnen worden verzameld. Vanuit daar wordt het spelfiguur door een andere pijp weer naar het normale level terug getransporteerd. Sommige pijpen leiden naar een onderwaterlevel. Ook kan men in sommige blokken een bonenstaak vinden en naar een bonusniveau in de lucht gaan door hierin te klimmen. Na een tijdje landt het personage dan vanzelf weer op de grond. Door deze bonuslevels wordt het hoofdlevel erg vaak verkort.

### Items en tegenstanders
In Super Mario Bros. duiken verschillende nuttige items op, die verstopt zitten in blokken. Het spelfiguur moet van onderen tegen zo'n blok springen om een item te krijgen. In de meeste blokken bevindt zich ofwel helemaal niks of een munt. Munten zitten ook verborgen op veel andere plaatsen in het level of zweven in de lucht. Zodra de speler 100 munten heeft verzameld, krijgt hij een extra leven. Dit is tevens te verkrijgen door het verzamelen van groene paddenstoelen, die in onzichtbare blokken verborgen zitten. De andere items zitten in vraagtekenblokken: de superpaddenstoel, die door een oranje paddenstoel wordt weergegeven, verandert het spelfiguur in de grotere en sterkere Super Mario. Bovendien kan men als Super Mario tegen de vuurbloemen stoten, waardoor het spelfiguur in Fire Mario verandert en daardoor vuurballen kan afschieten. Hierbij wordt Mario ook nog geel van kleur. Een gele ster maakt de speler voor een paar seconden onverslaanbaar en komt in sommige levels voor.
De meeste tegenstanders in het spel kunnen door een sprong op het hoofd of door vuurballen worden verslagen, waardoor ze worden platgedrukt en verdwijnen of uit het scherm vallen. Ook door blokken onder een tegenstander te raken, wordt deze uitgeschakeld en valt hij naar beneden. Vaak voorkomende tegenstanders zijn Goomba's, die er als bruine paddenstoelen uitzien. Er komen ook veel Koopa Troopa's voor: een groen of rood schildpad-achtig figuur. Zodra de speler op de kop van een Koopa springt, verstopt het zich een paar seconden onder zijn schild. Bij een tweede aanraking door de speler schiet het schild horizontaal door het beeldscherm. Daarbij kaatst het schild op andere objecten, die de tegenstander of het spelfiguur kunnen oppakken. In het spel komt het spelfiguur ook de Hammer Bros. tegen, die met zijn tweeën hamers naar het spelfiguur gooien. Het spelfiguur verliest een leven met het aanraken van de hamer en de voorzijde van de tegenstander. Bullet Bills lijken op torpedo's en worden vaak door kanonnen afgeschoten. De speler mag hen niet aanraken. Zogenaamde Cheep Cheeps, rode vissen, komen in het onderwaterlevel voor. Er zijn levels met bruggen, waarop Cheep Cheeps springen. Piranha Plants zitten in buizen en komen van daaruit regelmatig naar boven. Deze kunnen alleen met vuurballen worden uitgeschakeld.

### Multiplayer
Super Mario Bros. kan alleen of met zijn tweeën worden gespeeld. Daarbij speelt de eerste speler Mario en de tweede speler Luigi, die ook al in Mario Bros. voorkwam. De speler één begint met het eerste level en gaat daarna door met het tweede, als hij deze zonder het verliezen van een leven heeft voltooid. Pas wanneer de eerste speler een leven verloren heeft, komt de tweede speler in het spel. Hij begint dan bij het eerste level. Er wordt dus om de beurt gespeeld, waarbij niet de mogelijk bestaat om tegelijk te spelen. Dit heeft een technische reden, aangezien het spel en de console niet in staat waren om dit uit te voeren.
Pas in Super Mario Bros. 3 werd de functie in een minigame geïntroduceerd, om een gelijktijdig multiplayerspel uit te voeren. Ook voor Super Mario World wilden de ontwikkelaars deze multiplayer-functie, maar dat werd afgeslagen. De multiplayer-modus, die de ontwikkelaars eigenlijk wilden, kon pas in New Super Mario Bros. Wii worden geïntroduceerd, dat 25 jaar na Super Mario Bros. verscheen.

### Melodieën

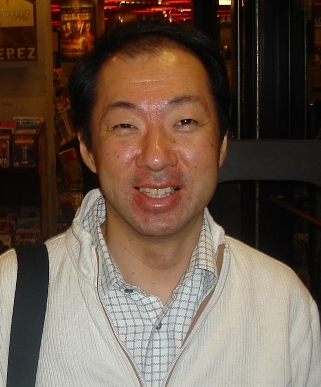
Koji Kondo, melodiecomponist

Het spel heeft vijf achtergrondmelodieën: bovenwereld, ondergronds, onderwater, kasteel en bij het pakken van een ster. Vooral de bovenwereldmelodie is geliefd. Verder zijn er nog een aantal korte melodieën: een, nadat er een level wordt voltooid, en een andere, wanneer de speler wordt verslagen, de tijd bijna afgelopen is en tijdens de aftiteling. De muziek werd gecomponeerd door Koji Kondo. Miyamoto had Kondo zelf niet gezegd, hoe hij zich de achtergrondmuziek voorstelde. In het begin zag Kondo een prototype van het spel, waarin enkel Mario, die in een groot, zwart gebied rende en sprong, te zien was. Daarbij componeerde Kondo op een kleine piano een melodie. Tijdens de ontwikkeling van het spel merkte Kondo dat de melodie niet meer paste. Kondo paste de melodie een beetje aan, waarmee hij ook het tempo van het spel verhoogde. Hij begon met het werken aan de onderwatermelodie.
Technisch gezien bestaat de akoestische achtergrondmuziek uit drie kanalen: een basskanaal, een drumkanaal en een melodiekanaal. Wanneer er een geluidseffect wordt afgespeeld die niet tot de achtergrondmelodie behoort, wordt daarvoor het melodiekanaal gebruikt. Deze techniek werd veel gebruikt bij spellen uit deze tijd.
In het spel wordt de muziek sneller afgespeeld, zodra de achteruitlopende teller bij 100 seconden is. Ook dit is een vaak gebruikte techniek.
De bovenwereldmelodie komt, al dan niet in gewijzigde vorm, in vrijwel alle Super Mario-spellen voor en werd een soort van titelsong van Super Mario. Ook de ondergrondmelodie verspreidde zich en werd in andere Super Mario-spellen opgenomen. De stermelodie werd tevens in gewijzigde vorm in meerdere spellen overgenomen, vooral in de Mario-Kart-serie. De onderwater- en de kasteelmelodie daarentegen werden niet in verdere spellen opgenomen.
Karen Collins, gepromoveerd tot doctor aan de Universiteit van Liverpool en assisterend muziekprofessor, verdeelt de hoofdmelodie van het spel in vier categorieën, die zich voortdurend herhalen. Omdat het over de hoofdmelodie gaat die in lange levels wordt afgespeeld, is het zinvol om die in aanhoudend herhalende categorieën te verdelen. De muziek van het kasteellevel daarentegen bestaat uit een kort deel, dat voortdurend wordt herhaald. Dit geeft druk.

## Techniek
Het spel ondersteunt de side-scrolling-techniek, weliswaar alleen van rechts naar links; niet omgekeerd en ook niet verticaal. Het opslaan van het spel is noch via een back-upbatterij, noch door middel van een wachtwoord mogelijk. De mogelijkheid van het opslaan toentertijd voor thuisconsoles was niet ontwikkeld. Door de toenemende complexiteit van de spellen werd het opslaan noodzakelijk. Het eerste thuisspel dat was op te slaan was The Legend of Zelda. De 320 bit-spelcartridge van Super Mario Bros. bevat een chip MMC-1, die de processor van de console ondersteunt.
De geringe opslagruimte heeft bij de ontwikkeling voor veel problemen gezorgd, maar die werden door "effectieve trucje[s]“ opgelost. Zo moest bijvoorbeeld de animatie van het lopende figuur zes componenten bevatten. De ontwikkelaars hadden de animatie dermate aangepast dat het met drie componenten lukte (zie kopje Problemen).

### Besturing

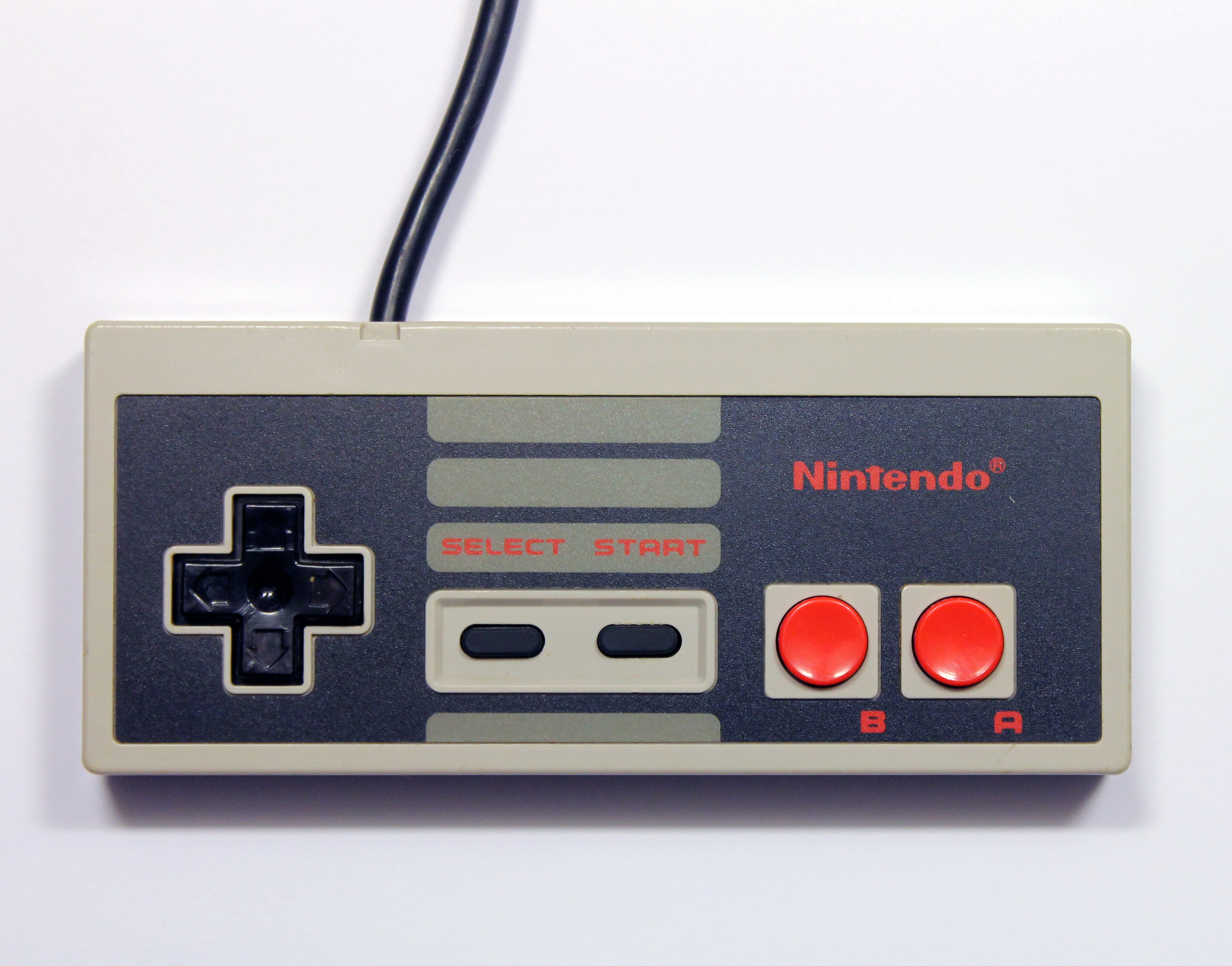
De gamepad van een NES

Met de D-pad op de gamepad kan men wordt het spelfiguur naar rechts en links laten bewegen, bukken en buizen laten betreden. De select-knop navigeert naar het hoofdmenu, waarin men met de start-knop kan kiezen tussen single- of multiplayer. De start-knop wordt ook voor het pauzeren van het spel gebruikt. Om te rennen en, als het spelfiguur Fire Mario is, te schieten moet de B-knop worden ingedrukt. De A-knop gebruikt de speler om het spelfiguur te laten springen of zwemmen.

### Programmeerfout
In Super Mario Bros. bestaan meerdere programmeerfouten (in gamejargon: bugs) die worden gebruikt om het spel snel door te spelen. Naast programmeerfouten, waarbij het spelfiguur door muren kan lopen en aanvallen van de tegenstander kan overleven, is er een bekende bug, waarbij het spelfiguur door een muur loopt, als het een achterwaartse sprong maakt in ingetrokken houding. Deze fout werd gebruikt voor warpzones, waardoor de speler door de buizen in levels kwam die niet waren vastgesteld. Deze fout werd "minuswereld" genoemd en gekenmerkt als " -1". Deze wereld kent geen einde, en het level zal in een lus blijven herhalen, zodra het einde bereikt is. In de Famicom-versie is het level " -1" anders en brengt het uiteindelijk de speler naar level " -2". Na voltooiing komt de speler bij level " -3" terecht, een onderwater-kasteellevel. Dit level brengt de speler aan het einde naar het startmenu, waar staat dat de speler gewonnen heeft. De minuswereld-bug behoort tot de bekendste programmeerfouten in de gamegeschiedenis.

## Reacties

### Kritiek
Erg goed van Super Mario Bros., dat tot de beste spellen voor de console behoort, is het eenvoudige, maar goede spelprincipe. De muziek is simpel opgebouwd en gemakkelijk te onthouden. Tegenwoordig zijn de melodieën nog zeer geliefd bij spelers en bij "bijna iedereen bekend". De bovengrondmelodie werd als „opgewekt“ beschreven, die van de ondergrond als "mysterieus" en de kasteelmelodie als "dreigend". Het spel reageerde bovendien snel en secuur op de besturing van de speler.
Ongewoon voor die tijden was de omvang van 32 levels, waardoor de motivatie zeer hoog is en het spel het uitgebreidste van zijn tijd is. Hierbij komen de verborgen items en doorsteken, wat voor een groot deel het spelplezier uitmaakte. Verderop bood het spel na eenmalig uitspelen een moeilijker niveau aan. Vanwege de vele geheimen en oversteken werd het spel meerdere malen uitgespeeld. Er wordt gezegd dat het spel in het begin beginnersvriendelijk is en de levels er makkelijk uitzien. Bij het spelen laat het een complexe indruk achter vanwege de vele verborgen doorsteken en items.

## Remakes
In 1993 verscheen Super Mario All-Stars voor de SNES, een verzameling van bijgewerkte versies van Mario 1, 2 en 3 en de voorheen buiten Japan onbekende Mario 2, hernoemd naar The Lost Levels. De spellen bevatten nieuwe graphics en bijgewerkte muziek.
In 2002 werd Super Mario Bros Deluxe uitgebracht voor de Game Boy Color. Dit spel bevatte ook een moeilijkere versie (Hard Mode) van het spel met 32 nieuwe levels. Dit was ook een van de eerste spellen die met behulp van infrarode communicatie met twee spelers gespeeld kon worden.
In juli 2004 werd Super Mario Bros. als remake op het originele spel, uitgebracht op de Game Boy Advance. Het spel kende een aantal extra's.
Op 5 januari 2007 werd opnieuw een remake uitgebracht, dit keer op de Virtual Console van Nintendo's Wii. Om het spel te kunnen spelen moet men eerst Wii Points kopen in de winkel of via het Wii-winkelkanaal.
In 2011 werd de game als gratis Virtual Console-download aangeboden voor Nintendo 3DS-gebruikers die het systeem voor 12 augustus 2011 kochten. In maart 2012 werd de game voor iedereen beschikbaar in de Nintendo eShop (tegen betaling).
In 2012 verscheen een uitgave voor de Wii U. Dit spel maakt nauwelijks gebruik van de nieuwe mogelijkheden van de Wii U.
Het spel is daarnaast ook op een gewone pc te spelen via retrogame-sites op internet. Hierbij wordt Mario bestuurd met de pijltjes rechts op het toetsenbord en de knoppen A en B worden vervangen door de letters Z en X.

## Trivia
- Het spel is opgenomen in het boek 1001 Video Games You Must Play Before You Die van Tony Mott.
- Op 2 april 2021 werd een ongeopend exemplaar van het spel geveild op een Amerikaans veilinghuis en werd verkocht voor een recordbedrag van 660.000 dollar.[25] Slechts enkele maanden later werd het record opnieuw verbroken door het spel The Legend of Zelda uit 1986 en door Super Mario 64 uit 1996.[26]